# 虞鄉鎮
虞乡镇，是中国山西省运城市永济市下辖的一个乡镇级行政单位。传此地为舜帝远祖虞幕的封国，故名虞乡。

## 沿革
唐始为虞乡县治所。1950年属虞乡县一区，1953年废县设虞乡镇，1958年改公社，1984年复镇。2001年清华乡并入。

## 行政区划
虞乡镇共辖以下地区：
虞乡村、吴闫村、东源头村、新义村、西源头村、屯里村、风柏峪村、义合屯村、仁里村、申家营村、扶窑村、刘家营村、定远村、肖家堡村、百户村、东阳朝村、西阳朝村、东坦朝村、西坦朝村、张家窑村、黄家窑村、永安村、罗村、南梯村、北梯村、石佛寺村、清华村、楼上村、王官村、洗马村、陶窑村、三窑村、土乐村、石卫村、庞营村、雷庄村、古市营村。